# Đại dịch COVID-19 tại Saint Vincent và Grenadines
Bài viết này ghi lại các tác động của Đại dịch COVID-19 tại Saint Vincent và Grenadines và có thể không bao gồm tất cả các phản ứng và biện pháp hiện thời.

## Dòng thời gian
Vào ngày 11 tháng 3, Saint Vincent và Grenadines đã xác nhận trường hợp đầu tiên. Hành khách đã đi từ Vương quốc Anh đến Saint Vincent qua Barbados. Họ đã đi trên British Airways đến Barbados và sau đó đến Saint Vincent bằng LIAT. Chính phủ không công bố số trường hợp thực sự hoặc các trường hợp nghi ngờ mắc bệnh COVID-19.
Tính đến ngày 31 tháng 12 năm 2023, Saint Vincent và Grenadines ghi nhận 9,674 trường hợp nhiễm COVID-19 và 124 trường hợp tử vong.